# Grande rinuncia maschile

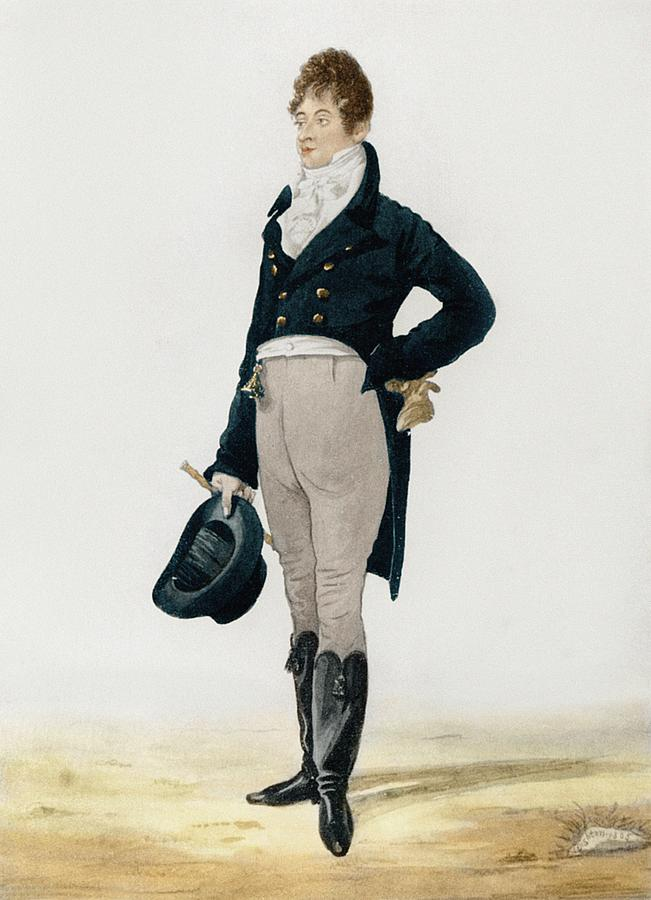
Beau Brummell indossa una palette di colori tenui: bianco, nero, blu navy e camoscio

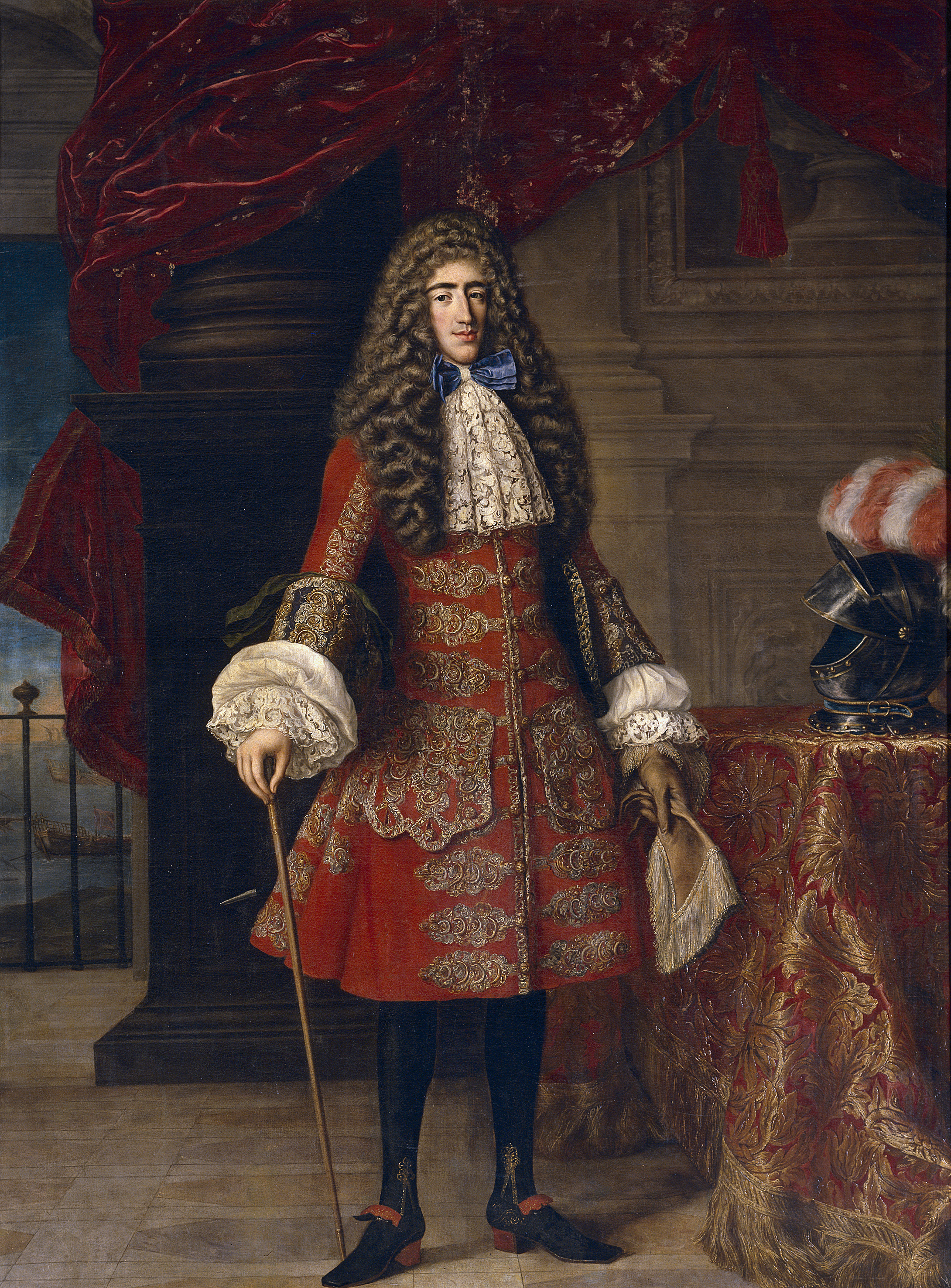
Luis Francisco de la Cerda in un lussuoso giustacuore rosso, 1684 circa.

La Grande rinuncia maschile (in francese Grande Renonciation masculine) è un fenomeno storico della fine del XVIII secolo in cui gli uomini benestanti occidentali abbandonarono la varietà, i colori sgargianti e le forme elaborate dei loro abiti, riservandoli esclusivamente all'abbigliamento femminile. Piuttosto, gli uomini si concentrarono sulle piccole differenze di vestibilità e sulla qualità del tessuto.
Coniato dallo psicologo anglo-tedesco John Flügel nel 1930, è considerato un punto di svolta decisivo nella storia della moda in cui gli uomini rinunciarono all'ornamento e alla bellezza. Flügel affermava che gli uomini «abbandonarono il loro diritto a essere considerati belli» e «da allora in poi mirarono ad essere semplicemente utili». La Grande Rinuncia favorì il monopolio del completo sui codici di abbigliamento maschile all'inizio del XIX secolo.

## Storia
La Grande rinuncia maschile ebbe inizio a metà del XVIII secolo, ispirata dagli ideali dell'Illuminismo; gli abiti che indicavano uno status cedettero il passo a indumenti funzionali e utilitaristici. La ritrovata praticità dell'abbigliamento maschile coincise anche con la concezione che gli uomini fossero razionali e che le donne fossero frivole ed emotive.
Durante la Rivoluzione francese, indossare vestiti associati all'Ancien Régime significava diventare un bersaglio dei giacobini. Gli uomini della classe operaia dell'epoca, molti dei quali rivoluzionari, divennero noti come sanculotti (sans-culottes) perché, non potendo permettersi calzoni di seta, indossavano pantaloni meno costosi. Il termine fu utilizzato per la prima volta come insulto dall'ufficiale francese Jean-Bernard Gauthier de Murnan, ma fu rivendicato da loro stessi all'epoca della Dimostrazione del 20 giugno 1792.
Negli Stati Uniti il movimento fu associato al repubblicanesimo americano, con Benjamin Franklin che rinunciò a indossare la parrucca durante la Rivoluzione americana, e più tardi con la Gold Spoon Oration del 1840 che denunciava Martin Van Buren.
Dopo la Grande Rinuncia, gli standard dell'abbigliamento maschile rimasero in gran parte immutati prima dell'ascesa della controcultura e dell'aumento dell'informalità negli anni sessanta.

## Caratteristiche
Gli abiti di colore scuro o nero divennero lo standard per l'abbigliamento maschile. I tacchi alti, adottati in Europa all'inizio del XVII secolo sulla base delle scarpe da equitazione persiane, divennero fuori moda per gli uomini intorno al 1740. I calzoni attillati che suggerivano una migliore fattura e accentuavano la forza della figura maschile, in particolare delle gambe, furono sostituiti dai pantaloni lunghi. Anche le calze, le parrucche e i tessuti costosi vennero abbandonati.